# Тетрабеназин
Тетрабенази́н — лекарство для устранения симптомов гиперкинетических двигательных нарушений. Тетрабеназин был разработан специально для уменьшения тяжести симптомов болезни Хантингтона, был утвержден в 2008 году в США. Это химическое вещество было известно с 1950-х годов. С 2018 года включено в перечень ЖНВЛП.

## Фармакология
Тетрабеназин действует как ингибитор везикулярного переносчика моноаминов (VMAT2). VMAT2 — интегральный политопический белок, который переносит моноамины (в частности, нейромедиаторы серотонин, норадреналин, дофамин и гистамин) из цитозоля клетки в синаптические пузырьки. Угнетение VMAT2 приводит к преждевременной метаболической деградации моноаминов (в частности, дофамина); таким образом, их запасы в ЦНС истощаются.

## Показания к применению
Тетрабеназин используется для лечения:
- хореи, связанной с болезнью Хантингтона;
- синдрома Туретта и нервных тиков;
- поздней дискинезии[4] — тяжёлого и иногда необратимого побочного эффекта, развивающегося при длительном применении многих антипсихотических препаратов, в основном типичных антипсихотиков;
- гемибализма — спонтанных размашистых движений конечностей, развивающихся при повреждении субталамического ядра.

## Побочные эффекты
Поскольку тетрабеназин по своему механизму действия напоминает антипсихотики, многие побочные эффекты их сходятся. Некоторые из них включают:
- депрессию — наиболее частый побочный эффект, развивающийся в той или иной степени у 15 % пациентов;
- акатизию — невозможность долго находиться без движения, сохранять одну и ту же позу;
- головокружение, сонливость/бессонницу, усталость, нервозность, тревогу;
- лекарственный паркинсонизм.

В отличие от антипсихотиков, тетрабеназин не способен вызывать позднюю дискинезию.

## Особые указания
- Вследствие относительно высокой частоты возникновения депрессии препарат не рекомендуется лицам с депрессией в анамнезе.
- Одновременное применение ингибиторов моноаминоксидазы противопоказано.

## Торговые названия
Торговые названия: Nitoman в Канаде и Xenazine в Новой Зеландии и некоторых частях Европы.